# Le Soleil blanc du désert
Pour plus de détails, voir Fiche technique et Distribution.
Le Soleil blanc du désert (Белое солнце пустыни, Beloïe solntsé poustyni) est un film soviétique réalisé par Vladimir Motyl, sorti en 1970. Il a été produit par Mosfilm et Lenfilm, et vu par 34 800 000 spectateurs dans les salles de cinéma soviétiques. Son thème musical est une chanson culte dans les pays russophones Votre Honneur Madame la Chance (Ваше благородие, госпожа Удача) qui a été composée par Isaak Schwarz et Boulat Okoudjava et chantée dans le film par Pavel Louspekaïev. Ce film est traditionnellement visionné par les cosmonautes russes avant que leur fusée ne soit lancée dans l'espace.

## Synopsis
L'histoire se passe sur les bords orientaux de la mer Caspienne au Turkménistan et met en scène le soldat Fiodor Soukhov qui combat pendant la guerre civile russe. Le film commence par des scènes bucoliques de la campagne russe, où la femme de Soukhov, Ekaterina, se trouve dans un champ. En fait c'est un rêve de Soukhov qui se trouve à ce moment dans un désert d'Asie centrale. Il tombe ensuite sur Saïd, austère Turkmène, qui a été à demi enterré, pour une mort lente dans le sable, par ses ennemis menés par Djavdet qui a tué son père et pillé la maison familiale. Soukhov le sauve et dès lors commence une amitié indéfectible.
Ils se trouvent ensuite pris entre les lignes de l'Armée rouge et des rebelles basmatchis. Le commandant du régiment de cavalerie, Rakhimov, ordonne à Soukhov et au jeune soldat Petroukha de garder l'ancien harem du chef basmatchi, Abdoullah, qui s'est sauvé, et de capturer ce dernier. Soukhov escorte les femmes jusqu'à un village du bord de la Caspienne, tout en leur conseillant d'ôter leur burqa et de renoncer à la polygamie. Mais elles ne comprennent pas et décident de considérer leur nouveau protecteur comme un mari.
Bientôt Abdoullah et sa bande parviennent au village. Soukhov demande des armes et de l'aide à Verechtchaguine (un ancien officier des douanes de l'Armée impériale, le seul Russe à vivre dans cette contrée), mais influencé par sa femme méfiante, il refuse. Malgré tout Soukhov trouve un fusil-mitrailleur et des munitions pour se défendre contre Abdoullah, qui entretemps a retrouvé les femmes du harem qu'il veut punir de leur « déshonneur », car elles auraient dû se suicider pour avoir été vues par un étranger.
Soukhov parvient à s'emparer d'Abdoullah qu'il tient prisonnier, mais celui-ci s'échappe grâce à Guioultchataï, la plus jeune du harem, puis Abdoullah la tue ainsi que Petroukha qui était amoureux d'elle.
Le conservateur du musée local montre à Soukhov un ancien passage qui conduit à la mer pour qu'il puisse s'échapper. Soukhov et les femmes du harem prennent donc le passage et arrivés au bord de la mer se cachent dans un ancien réservoir à pétrole vide. Abdoullah apprend leur présence et projette de mettre le feu au réservoir.
Entretemps, Verechtchaguine, qui trouvait que Petroukha ressemblait à son fils mort il y a longtemps, décide de se venger de l'assasinat de sang-froid du jeune soldat et apporte son aide à Soukhov, comme le fait aussi Saïd. Le bateau d'Abdoullah et sa bande arrive en vue. Malgré les avertissements que Soukhov lui crie, Verechtchaguine meurt pendant que le bateau dynamité explose. Soukhov tue Abdoullah et rend le harem à la protection de Rakhimov.
Il commence ensuite son chemin du retour à pied. On ne saura pas s'il arrive à bon port, car la guerre civile n'est pas terminée en Asie centrale.

## Fiche technique
- Titre : Le Soleil blanc du désert
- Titre original : Белое солнце пустыни, Beloïe solntsé poustyni
- Réalisation : Vladimir Motyl
- Scénario : Valentin Iejov et Roustam Ibraguimbekov
- Musique : Isaak Schwarz et Boulat Okoudjava
- Photographie : Edouard Rozovski
- Direction artistique : Bella Manevitch (ru), Valeri Kostrine
- Son : Mikhaïl Lazarev, Gueorgui Salies
- Montage : Valentina Nesterova
- Sociétés de production : Mosfilm et Lenfilm
- Pays d'origine :  Union soviétique
- Dates de sortie :
  - Union soviétique : 30 mars 1970

## Distribution
- Anatoli Kouznetsov (VF : André Valmy) : le soldat Fiodor Ivanovitch Soukhov
- Pavel Louspekaïev (VF : Jacques Dynam) : Pavel Verechtchaguine
- Spartak Michouline (VF : Georges Atlas) : Saïd
- Kakhi Kavsadze (VF : William Sabatier) : Abdoullah
- Raïssa Kourkina : Nastassia, femme de Pavel Verechtchaguine
- Tamara Fedotova : Guioultchataï (voix : Nadejda Roumiantseva)
- Nikolaï Godovikov (ru) (VF : Paul Bisciglia) : Petroukha
- Musa Doudaïev (VF : Daniel Gall) : le commandant de la cavalerie Rakhimov
- Nikolaï Badyev (VF : Georges Hubert) : Yuri Lebedev, le conservateur du musée
- Vladimir Kadochnikov (VF : Georges Aubert) : le sous-lieutenant
- Tatiana Tkatch (ru) : Zoukhra, la première épouse
- Velta Deglava : Khafiza, femme de harem
- Tatiana Kritchevskaïa : Djamilia, femme de harem
- Alla Limenes : Zarina, femme de harem
- Zinaïda Rakhmatova : Zulfia, femme de harem
- Svetlana Slivinskaïa : Saïda, femme de harem
- Lidia Smirnova : Leila, femme de harem
- Marina Stavitskaïa : Guzel, femme du harem
- Galina Loutchaï (ru) : Katerina Matveïevna, femme de Fiodor Soukhov
- Yakov Lents
- Aleksandr Sokolov
- Tatiana Kouzmina
- D. Gerami
- Yu. Darumov
- I. Abdulragimov :
- A. Massarsky
- I. Milonov
- A. Naimushin
- I. Nizharadze
- K. Omarov :

## Tournage
Le film a été tourné par Vladimir Motyl dans les environs de Makhatchkala au Daghestan et dans le désert du Karakoum, près de Mary.

## Dans la culture populaire
« Le Soleil blanc du désert » est le nom d'un restaurant célèbre de Moscou (anciennement appelé « Ouzbékistan » du temps de l'URSS), situé rue Neglinnaïa, à la cuisine et aux décors orientaux.
Les équipages des vaisseaux spatiaux quittant la Terre à partir de la station de Baïkonour ont pour tradition de regarder ce film la veille de leur départ dans l'espace; l'équipage de Soyouz 12 l'avait regardé lors de leur dernière soirée avant le lancement, et aucun accident majeur ne s'est produit depuis.